# 中国科技五金城
中国科技五金城（中国科学技術ハードウェア市）は、中国浙江省永康市 に位置する、中国最大の金属製品(五金)専門市場。

## 概要
中国科技五金城の総面積は1000ムーで、1期、2期の2つの市場群を持っている。
2010年現在、市場の建築面積は45万平方メートル、営業店舗は4500軒を超え、主に様々なハードウェアと関連製品に従事する物流、産業と商業、技術監督、税制、金融、科学研究、情報ネットワークなどのサービス機構を備えている。
2009年度の中国科技五金城の取引額は357.2億元で、前年比7.8%増加し、その中の輸出額は8億7500万ドル、インターネット取引額は10億8000万元で、それぞれ前年比11.3%、25.6%増加し、中国の同種の専門市場においてトップの取引額となった。

### 第一期市場
中国科技五金城の第一期は、1992年に3億7000万元の建設基金で創建された。500ムーを超える面積に、315,000平方メートル以上の建築面積、2,390の店舗が存在する。

### 第二期市場
中国科技五金城の第二期は2004年に運用が開始された。500ムー以上の面積を占め、金属材料、機械部品、自動車部品、電子機器、装飾用ハードウェア、フィットネスおよびレジャー製品の取引エリアが存在する。

## 施設

### 永康会展中心
永康コンベンションセンターは永康市が政府の公共サービスプラットフォームを構築し、生産性サービス業を発展させる「5大センター」建設プロジェクトの一つである。永康展覧センターの総敷地は16万6000平方メートル、総建築面積は16万2000平方メートル、概算総投資額は5.9億元に達する。企画設計室内の国際標準ブースは3208、常設展示ブースは192、屋外ブースは2040。
永康展覧センター「鳳鳴朝陽」方案は、杭州市建築設計研究院有限会社が設計し、建築の形体は力を入れてスピードと現代感を体現し、まるで羽を広げた鳳凰のようである。本館とパビリオンは架空と織り込みの形式を採用して建築体の透透感と一貫性を保証し、空層と立面の抽出は適切な尺度でパビリオンの層面を豊かにし、パビリオンの美しい形態を形成した。

## 五金展会

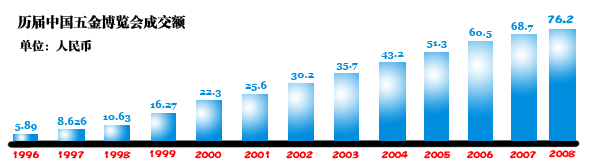
1996年から2008年までの以前の五金博览会の取引量

中国五金博覧会は1996年以来2009年までに14回開催された、金物の大規模展覧会である。国際的な影響力も大きい。
中国五金博覧会は中華人民共和国商務部と浙江省人民政府によって主催されている。中国国際貿易促進委員会、中国商業連合会、中国軽工業連合会、中国科技金融振興会、中国発明協会が共催し、浙江省永康市人民政府、中国国際貿易促進委員会浙江省分会の運営で、毎年9月26日から9月28日まで開催される。